# Lope (film)
Lope – brazylijsko-hiszpański dramat biograficzny z 2010 roku w reżyserii Andruchy Waddingtona. Wyprodukowany przez Antena 3 Films, Conspiração Filmes, Ikiru Films i El Toro Pictures. Opowiada o młodości dramatopisarza hiszpańskiego baroku Lope de Vegi. Główną rolę w filmie zagrał Alberto Ammann.
Zdjęcia do filmu kręcono między 23 kwietnia a 25 czerwca 2009 roku w następujących lokalizacjach: region Madrytu (Alcalá de Henares, El Escorial, Chinchón, Colmenar de Oreja), Kastylia-La Mancha (Toledo) oraz Maroko (As-Suwajra, Safi). Premiera filmu miała miejsce 3 września 2010 roku.

## Fabuła
Akcja filmu rozgrywa się XVI wieku w 1588 roku. Lope de Vega (Alberto Ammann) wraca do Madrytu po służbie na okrętach Wielkiej Armady. Młodzieniec odkrywa w sobie talent pisarski. Wkrótce odnosi pierwsze sukcesy jako poeta i dramaturg. Przy okazji nawiązuje romans z córką swojego mentora Velázqueza, Eleną (Pilar López de Ayala).

## Obsada
- Alberto Ammann jako Lope de Vega
- Pilar López de Ayala jako Elena Osorio
- Leonor Watling jako Isabel
- Sonia Braga jako Paquita
- Luis Tosar jako Frai Bernardo
- Antonio de la Torre jako Juan de Vega
- Selton Mello jako Markiz de Navas
- Juan Diego jako Jerónimo Velázquez
- Antonio Dechent jako Salcedo
- Ramon Pujol jako Claudio
- Carla Nieto jako María de Vega
- Miguel Ángel Muñoz jako Tomás de Perrenot
- Marina Salas jako Soneto

i inni.